# Lami
Lami (Lahmi) é um personagem bíblico (um gigante) irmão de Golias. Em Crônicas 20:5 diz-se que foi morto por Elanã, filho de Jair e que o eixo de sua lança era como um feixe de tecelão. Sara Japhet, ao analisar a passagem, sugere que talvez o nome "Lami" seja a corrupção do original hebraico. Para ele, o trecho que cita o episódio originalmente dizia "o belemita" (beit-ha’lahmi), assim, natural de Belém. O início da palavra bet teria sido alterado para et e o artigo antes de lahmi foi omitido, mudando o apelativo "o belemita" ao nome próprio Lami.